# Igołomia-Wawrzeńczyce
Gmina Igołomia-Wawrzeńczyce – położona jest w województwie małopolskim na wschód od Krakowa wzdłuż drogi krajowej nr 79 Kraków – Sandomierz. Gmina od zachodu graniczy z miastem Krakowem, od północy z gminami Koniusza, Proszowice, od wschodu z gminą Nowe Brzesko. Południową granicę gminy stanowi rzeka Wisła na długości 14 km, za rzeką gmina Niepołomice.
W latach 1918–1939 miejscowość administracyjnie należała do województwa kieleckiego. W latach 1975–1998 gmina była położona w województwie krakowskim.
Gmina Igołomia-Wawrzeńczyce jest eksklawą powiatu krakowskiego; od reszty powiatu odcięta jest przez Kraków i gminę Koniusza powiatu proszowickiego.
Na terenie gminy funkcjonuje lotnisko Kraków-Pobiednik Wielki.

## Struktura powierzchni
Gmina Igołomia-Wawrzeńczyce ma obszar 62,59 km² (2002), w tym:
- użytki rolne: 88%;
- użytki leśne: 0%.

Gmina zajmuje 5,09% powierzchni powiatu.

## Demografia
Według danych z 31 grudnia 2017 r. gminę zamieszkiwały 7702 osoby, w tym:
| Opis                              | Ogółem | Ogółem | Kobiety | Kobiety | Mężczyźni | Mężczyźni |
| --------------------------------- | ------ | ------ | ------- | ------- | --------- | --------- |
| jednostka                         | osób   | %      | osób    | %       | osób      | %         |
| populacja                         | 7702   | 100    | 3903    | 50,7    | 3799      | 49,3      |
| gęstość zaludnienia (mieszk./km²) | 123    | 123    | 62,4    | 62,4    | 60,7      | 60,7      |

Piętnasta pod względem liczby mieszkańców gmina, na 17 gmin powiatu krakowskiego.

## Herb, flaga, pieczęć[5]
Herb Gminy Igołomia-Wawrzeńczyce
Ustawa o samorządzie terytorialnym z 8 marca 1990 r. zezwala radom gmin i miast podejmować uchwały dotyczące ich symboliki (herbu, chorągwi i pieczęci). Ani gmina Igołomia, ani gmina Wawrzeńczyce nigdy w historii nie posiadała swojego herbu gminnego. W odróżnieniu od zaboru austriackiego gdzie od reform 1867 roku praktycznie, każda gmina i wioska miały prawo do swoich samorządowych symboli. W zaborze rosyjskim w użyciu był tylko dwugłowy carski orzeł. Dopiero w ostatnich latach przed I wojną światową zezwolono niektórym powiatom i gminom na używanie własnych pieczęci. Napis na otoku był dwujęzyczny, a znak lub godło niewiele miało wspólnego z tradycją polską (na ogół były to kłosy zbóż, narzędzia rolnicze, zwierzęta domowe itp.). Po odzyskaniu niepodległości przez Polskę w 1918 roku w zasadzie w użyciu był tylko herb państwowy. Niektóre sołectwa i gminy używały jeszcze carskich pieczęci, wycinając wcześniej rosyjskie litery.
W kancelariach niektórych majątków ziemskich międzywojennej Polski, w tym w woj. kieleckim, do którego należały ziemie gminy Igołomia-Wawrzeńczyce, w użyciu były herby rodowe właścicieli. W gminie Igołomia-Wawrzeńczyce takiej pieczęci używała administracja majątku Morstinów w Igołomi i Żydowie.
Jednak gmina to nie tylko jej siedziba Wawrzeńczyce, ale zbiór kilkunastu podmiotów – sołectw. Mieszkańcy każdego z nich powinni utożsamiać się z gminnym herbem, flagą i pieczęcią. Symbole gminne powinny łączyć mieszkańców, a nie dzielić. Projektując herb gminy należało uwzględnić zarówno oczekiwania mieszkańców, podstawowe kanony heraldyczno-weksylologiczne, jak i wyniki badań archiwalno-historycznych.
W wyniku poszukiwań archiwalno-historycznych dotyczących herbu  ustalono:
1. Zwierzyniecki klasztor Sióstr Norbertanek używał herbu: w polu czerwonym, srebrny gryf w prawo. Jest to herb fundatora – Jaksy Gryfity. Opisany herb jest odniesieniem do Pobiednika Wielkiego, Pobiednika Małego i Zofipola (Igołomi Małej).
2. Herbem Czewoja (Lzawa) pieczętował się fundator (z roku 1325) kościoła w Igołomi Stanisław i Jan z Boturzyna. Herb: w polu błękitnym dwie podkowy srebrne w pas czołem do siebie, między nimi krzyż (miecz) srebrny.
3. Herb Odrowąż był rodowym znakiem biskupa Iwo Odrowąża fundatora kościoła w Wawrzeńczycach w roku 1223. W polu czerwonym srebrna strzała na srebrnej zawiasie kotłowej rozwartej takaż rogacina w słup. Herbem Odrowąż posługuje się również klasztor cystersów w Mogile, którego fundatorem był również Iwo Odrowąż.
4. Herb Korab był rodowym znakiem biskupa Zadzika z I poł. XVII wieku, którego wizerunek znajduje się przy wejściu północnym w Wawrzeńczycach. Herb w polu czerwonym złoty korab, ze srebrną kolumną i złotą koroną na niej.
5. Kościół (i plebańska część Igołomi) jako beneficjum profesury Akademii Krakowskiej (Uniwersytetu Jagiellońskiego), ściślej kustodii św. Floriana z Kleparza, której beneficjentem był każdorazowy rektor tejże Akademii, używała herbu Uniwersytetu Jagiellońskiego polu błękitnym dwa złote skrzyżowane berła i takaż korona nad nimi.
6. Właścicielkami Tropiszowa były siostry benedyktynki ze Staniątek. Herbem klasztoru jest w polu błękitnymi srebrny gryf w prawo. Jest to herb fundatora klasztoru – Jaksy Gryfity. Jako odniesienie do wielowiekowego związku Tropiszowa z tym klasztorem.
7. Herb Kapituły Krakowskiej: w polu błękitnym trzy korony złote w rozstrój. Nawiązanie do wielowiekowej przynależności Wawrzeńczyc, Wygnanowa i Żydowa do dóbr biskupich.
8. W kościele w Wawrzeńczycach był w ołtarzu kaplicy śś. Kryspinów (patrona cechu szewskiego) herb (prawdopodobnie miejski) pół Gozdawy: w polu błękitnym pół lilii srebrnej. Jest to domniemany herb miasta Wawrzeńczyce, ale z całą pewnością – cechu szewskiego Wawrzeńczyc.
9. Również w kościele w Wawrzeńczycach nad bocznym wejściem znajduje się herb Nieczuja (z XV lub początku XVI wieku): w polu czerwonym ostrzew złota z trzema sękami w prawo i dwoma w lewo. Wiadomo, że herbem tym pieczętowali się Ślascy, przez pewien czas właściciele Dobranowic, Poborowic i Rudna Górnego.
10. Po lewej stronie ołtarza kościoła w Wawrzeńczycach znajduje się herb Nowina w polu błękitnym srebrna kotwa, nad nią złoty krzyż.
11. Na chrzcielnicy w kościele w Igołomi znajduje się herb Przyjaciel: w polu błękitnym, na złotej misie czerwone serce przebite srebrną strzałą w prawo skos.
12. Zarówno Wodziccy, jak i Morstinowie gospodarze pałacu w Igołomi używali herbu Leliwa: w polu błękitnym złoty półksiężyc rogami do góry, nad nim złota sześciopromienna gwiazda.
13. Na terenie gminy w przeszłości mieli swoje rodowe gniazda przedstawiciele rodu rycerskiego Stary Koń.
Rada Gminy w dniu 29.01.2002r. podjęła uchwały w sprawie przyjęcia herbu, flagi i pieczęci gminy Igołomia-Wawrzeńczyce.
Herb Gminy Igołomia-Wawrzeńczyce:
Tarcza późnogotycka typu hiszpańskiego. W błękitnym polu tarczy dwa złote skrzyżowane berła, nad nimi pół lilii heraldycznej srebrnej ze złotym pierścieniem. Błękitna barwa pola tarczy nawiązuje do kościelnej własności większości miejscowości wchodzących w skład Gminy a także barwę tarczy herbowej Uniwersytetu Jagiellońskiego, którego niektórzy rektorzy i profesorowie byli każdorazowo proboszczami, a tym samym beneficjentami części Igołomi przez kilka stuleci. Wizerunek herbu Uniwersytetu Jagiellońskiego znajduje się w kościele parafialnym w Igołomi. Pół lilii (połowa herbu Gozdawa) występuje na pieczęciach biskupich jako właścicieli Miasta Wawrzeńczyce. Godło to, występowało na tarczy, którą był zdobiony ołtarz kaplicy cechowej św. Kryspinów w kościele parafialnym Wawrzeńczyc. Kaplica i ołtarz uległ zniszczeniu w wyniku ostrzału artyleryjskiego w czasie I wojny światowej. Dokładny opis ołtarza i herbu znajduje się w pracy ks. Jana Wiśniewskiego „Dekanat Miechowski”, Radom 1913. Występujące w herbie barwy symbolizują: srebrny wolność i niewinność, a złoty dostojeństwo, ciepło, światło i bogactwo tych ziem.
Flaga Gminy Igołomia-Wawrzeńczyce
Flagą jest prostokątny płat o proporcjach 5 : 8, dzielony w pas w proporcjach 4 : 1, w barwach: żółtej i błękitnej; pośrodku szerokiego pasa herb gminy. Występujące na fladze podstawowe barwy wywodzą się od barw herbu gminnego. Błękit symbolizuje Matkę Bożą, władzę duchowną (większość wiosek należała do biskupa krakowskiego i zakonów: zwierzynieckich, norbertanek, staniąckich benedyktynek, tynieckich i sieciechowskich benedyktynów oraz mogilskich cystersów), a ponadto błękitne niebo nad Gminą Igołomia-Wawrzeńczyce przywiązanie do wiary katolickiej, prawdy, lojalności, wierności i stałości. Żółty symbolizuje Boski Majestat, słońce, łany zbóż, a także wspaniałomyślność, życzliwość i światło.
Pieczęć Gminy Igołomia-Wawrzeńczyce
Koło o średnicy 30–35 mm. W otoku napis „GMINA IGOŁOMIA – WAWRZEŃCZYCE”, podstawy wyrazów „IGOŁOMIA-WAWRZEŃCZYCE” skierowane do środka pieczęci. W środku pieczęci godło z herbu gminy.

## Samorząd[6]

### Wójt
mgr inż. Barbara Gładysz

### Rada Gminy

#### Rada Gminy 2014-2018
Okręg nr 1 – Igołomia: Grzegorz Gliksman
Okręg nr 2 – Igołomia: Zuzanna Stawinoga
Okręg nr 3 – Zofipole: Sławomir Luty
Okręg nr 4 – Tropiszów: Artur Stępa
Okręg nr 5 – Tropiszów: Stanisław Gas
Okręg nr 6 – Odwiśle: Paweł Żabicki
Okręg nr 7 – Pobiednik Wielki: Łukasz Sendor
Okręg nr 8 – Pobiednik Mały, Koźlica: Mateusz Paluch
Okręg nr 9 – Wawrzeńczyce I: Konrad Komenda
Okręg nr 10 – Wawrzeńczyce I: Beata Włodarczyk
Okręg nr 11 – Wawrzeńczyce II: Mateusz Rusek
Okręg nr 12 – Złotniki: Angelika Waszkiewicz
Okręg nr 13 – Dobranowice: Łukasz Jasonek
Okręg nr 14 – Rudno Górne: Przemysław Matjas
Okręg nr 15 – Stręgoborzyce, Wygnanów, Żydów: Konrad Szterleja

### Urząd[7]
| Przewodniczący Rady Gminy | Paweł Żabicki     |
| Zastępca Przewodniczącego | Grzegorz Gliksman |
| Wójt Gminy                | Barbara Gładysz   |
| Zastępca Wójta Gminy      | Łukasz Sendor     |
| Sekretarz Gminy           | Iwona Kubik       |
| Skarbnik Gminy            | Adam Grudzień     |

## Sołectwa
Dobranowice, Igołomia, Koźlica, Odwiśle, Pobiednik Mały, Pobiednik Wielki, 
Rudno Górne, Stręgoborzyce, Tropiszów, Wawrzeńczyce I, Wawrzeńczyce II, Wygnanów, Złotniki, Zofipole, Żydów.

## Honorowi obywatele
Rada Gminy Igołomia-Wawrzeńczyce Uchwałą nr VIII/69/11 z dnia 30.05.2011 r. ustanowiła tytuły „Honorowy Obywatel Gminy Igołomia-Wawrzeńczyce” oraz „Zasłużony dla Gminy Igołomia-Wawrzeńczyce” oraz uchwaliła regulamin ich nadawania. 
Tytuł „Honorowy Obywatel Gminy Igołomia-Wawrzeńczyce” może być nadany osobom nie będącym mieszkańcami Gminy za wybitne zasługi dla Gminy Igołomia-Wawrzeńczyce. 
Tytuł „Zasłużony dla Gminy Igołomia-Wawrzeńczyce” może być nadany osobom, które w istotny i wyróżniający sposób przyczyniły się do rozwoju i promocji Gminy Igołomia-Wawrzeńczyce. 
Tytuły Honorowy Obywatel Gminy Igołomia-Wawrzeńczyce” i „Zasłużony dla Gminy Igołomia-Wawrzeńczyce” nadaje Rada Gminy w drodze uchwały na wniosek Kapituły. 

### Przyznane wyróżnienia
Poseł Ireneusz Raś – W dniu 28 lipca 2015 r. Rada Gminy Igołomia-Wawrzeńczyce Uchwałą Nr VII/49/2015 nadała Ireneuszowi Rasiowi posłowi na Sejm RP tytuł „Honorowy Obywatel Gminy Igołomia-Wawrzeńczyce” jako najwyższe wyróżnienie i uznanie.
Ksiądz Infułat Jerzy Bryła – W dniu 25 czerwca 2013 r. Rada Gminy Igołomia-Wawrzeńczyce Uchwałą Nr Xxix/264/2013 nadała księdzu infułatowi Jerzemu Bryle tytuł „Honorowy Obywatel Gminy Igołomia-Wawrzeńczyce” jako najwyższe wyróżnienie i uznanie. 
Poseł Jarosław Gowin – W dniu 5 lipca 2011 r. Rada Gminy Igołomia-Wawrzeńczyce Uchwałą Nr X/91/2011 nadała posłowi Jarosławowi Gowinowi tytuł „Honorowy Obywatel Gminy Igołomia-Wawrzeńczyce” jako najwyższe wyróżnienie i uznanie. 
Wicemarszałek Wojciech Kozak – W dniu 5 lipca 2011 r. Rada Gminy Igołomia-Wawrzeńczyce Uchwałą Nr X/91/2011 nadała wicemarszałkowi województwa małopolskiego Wojciechowi Kozakowi tytuł „Honorowy Obywatel Gminy Igołomia-Wawrzeńczyce” jako najwyższe wyróżnienie i uznanie.

## Zabytki
Obiekty wpisane do rejestru zabytków nieruchomych województwa małopolskiego:
- Kościół Podwyższenia Krzyża Świętego w Dobranowicach,
- Kościół Narodzenia Najświętszej Marii Panny w Igołomi,
- Pałac Wodzickich w Igołomi,
- Kuźnia w zespole pałacowym w Igołomi,
- Kościół św. Zygmunta i św. Marii Magdaleny w Wawrzeńczycach.

## Religia
- Kościół rzymskokatolicki: 3 parafie
- Świadkowie Jehowy: zbór[9]

## Sąsiednie gminy
Drwinia, Kocmyrzów-Luborzyca, Koniusza, Kraków, Niepołomice, Nowe Brzesko, Proszowice